# Divisão N.º 19 (Manitoba)
A Divisão N.º 19 é uma das vinte e três divisões do censo da província de Manitoba no Canadá. A região tinha uma população de 14.725 em 1996. A Divisão n.º 19, na verdade, se estende por toda a província, de oeste a leste, perto de seu centro, embora a esmagadora maioria de seu território esteja localizada em suas porções leste e sudeste. Inclui a maior parte do Lago Winnipeg, a maior parte do Lago Winnipegosis e a bacia norte do Lago Manitoba.